# 蒂圖什基
蒂圖什科（羅馬化：titushko），常用複數蒂圖什基（羅馬化：titushky），是烏克蘭使用武力參與衝突的僱傭兵，在維克托·亞努科維奇執政時期尤其活躍。成員大多是流氓無產階級、高普尼克、年輕人，甚至運動員。蒂圖什基會妨礙政府反對者的活動、焚燒汽車 、恐吓 、毆打示威者以及記者、搶劫、影響選舉等。而烏克蘭官方也承認執法人員利用蒂圖什基鎮壓廣場革命的抗議群眾。
「蒂圖什科」一詞於出現2013年5月，源自曾因攻擊記者而被定罪的白采爾克瓦運動員瓦迪姆·蒂圖什科的姓氏。
2014年1月起，烏克蘭的政府機關開始利用蒂圖什基作為「自願助手」，他們戴著黃色臂章，以棍棒及創傷性武器驅散抗議群眾。
此外，烏克蘭內政部在廣場起義中將蒂圖什基偽裝成執法人員。

## 名稱
「蒂圖什科」一詞於出現2013年5月，源自曾因攻擊記者奧爾加·斯尼察爾丘克（Ольга Сніцарчук）和弗拉迪米爾·索代利（влад содель）而被定罪的白采爾克瓦運動員瓦迪姆·蒂圖什科（Вадим Тітушко）的姓氏。蒂圖什科的律師表示希望禁止使用這一詞，然而有人指出，有很多人用這個姓氏，因此這不太可能達成。，在廣場起義期間，包括英語、波蘭語、法語、挪威語的國外媒體開始使用蒂圖什科一詞，而
這一詞也出現在一些線上辭典中。
維克托·亞努科維奇的支持者會利用「蒂圖什科」稱呼廣場起義的群眾。

### 諷刺名稱
根據語言學教授奧列克桑德·波諾馬利夫的說法，蒂圖什科一詞可以是中性（主格：烏克蘭語：；複數屬格：烏克蘭語：），也可以是陰性（烏克蘭語：тіту́шка；複數屬格：烏克蘭語：）。而且，在陰性中這個詞聽起來更諷刺。
有些網站會以帶引號的「運動員」（"спортсмен"）稱呼蒂圖什基。

### 艾蒂圖什基
「艾蒂圖什基」（ITitushky；）一詞最早出現在烏克蘭線上字典Myslovo上，是IT和蒂圖什基的混成詞，意為在廣場起義駭入維塔利·克里契科、尤莉亞·提摩申科等政客網站以及烏克蘭真理報的駭客。

## 特徵

### 種類
事實與評論的報導將蒂圖什基分成三類。只有第一類是真正的蒂圖什基，多半是流氓無產階級、戈普尼克或出身貧困的人。第二類是則是幫派成員，比如奧普洛特格鬥俱樂部，以及被警察機關派往基輔的有前科的人，主要來自頓涅茨克。第三種是內政部的僱員，比如打擊組織犯罪局成員等。

### 行動特點
蒂圖什基會偽裝成抗議群眾，煽動民眾反對警察。然而打鬥開始後，警察拘留抗議者時並不會逮捕蒂圖什基，會在蒂圖什基都離開後才抵達現場，或是讓蒂圖什基躲在背後。有時，蒂圖什基會和警察（以及金鵰特種部隊）同時行動。
此外，在執法機關不活動的時候或在對執法機構不友好的氣氛中，特種部隊的會從全國各地派遣蒂圖什基來鎮壓抗議民眾。

### 裝備

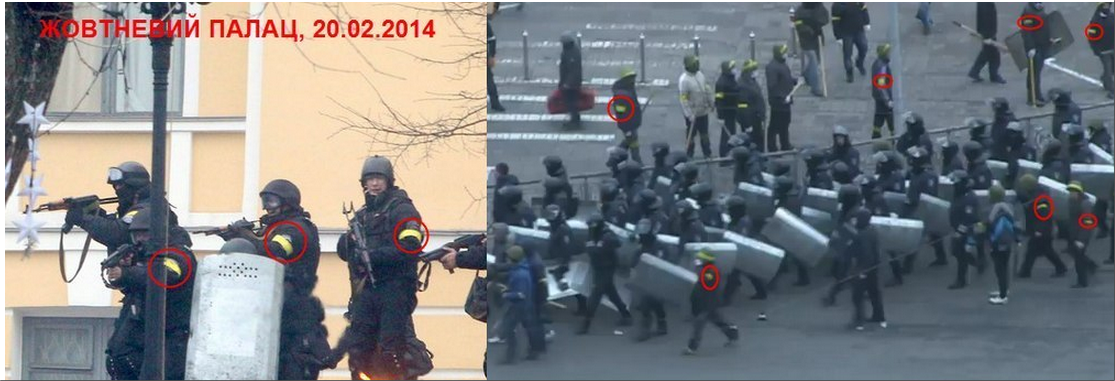
戴著黃色識別帶的蒂圖什基

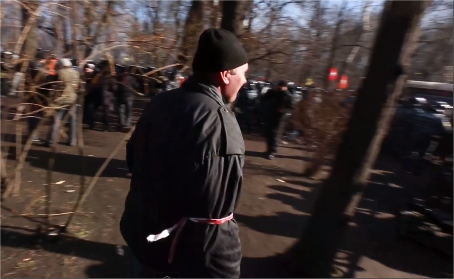
在馬林斯基公園戴著白紅識別帶的蒂圖什基

蒂圖什基通常身穿運動服、皮夾克。而裝備包含防毒面具、護膝、護腕、拳擊頭套，而武器則有刀子、鐵鎚、球棒、煙霧彈、手榴彈等。
許多影片證明他們身上會配戴白色、紅色或黃色識別帶。

## 招募
蒂圖什基是學習武術，並且體格強壯的年輕人，大部分都失業，多半是為了賺錢而來。。廣場起義期間，政府當局會以巴士將來自波爾塔瓦、盧甘斯克、頓內次克等地的蒂圖什基到基輔，總數大約有2000人。

### 成本
烏克蘭真理報稱蒂圖什基是警察的「付費運動員」，根據報導，烏克蘭政府每雇用1名蒂圖什科會耗費100歐元的成本，一個連的蒂圖什基則是10,000歐元，其中的成本包括、交通以及住宿，而食物則由蒂圖什基自理。此外，蒂圖什基不必對活動的薪資繳納所得稅。全烏克蘭祖國聯盟議員維塔利·亞雷馬表示蒂圖什基的薪資每人每日約200-500赫里夫尼亞不等，也有報導稱薪資是100赫里夫尼亞。

## 犯罪行為

### 殺人

#### 尤里·韋爾比茨基
2014年1月21日，地震學家尤里·韋爾比茨基及記者伊霍爾·盧岑科從基輔奧列克桑德里夫斯卡醫院被綁架，遭到酷刑被帶到郊外的樹林裡。隔日韋爾比茨基被發現，因為傷勢過重而死亡。
事後3名蒂圖什基及2名警察等19人被控涉案。

#### 廣場起義
2014年2月19日晚上，記者維亞切斯拉夫·韋雷米在計程車上目睹蒂圖什基在基輔索菲亞廣場使用閃光彈攻擊一輛汽車，便拿出相機拍照。而後蒂圖什基包圍計程車，並將韋雷米和同行的男子從車里拖出來毆打，並質問韋雷米「你在對誰拍照？你拍照想幹什麼？」接下來韋雷米的背部遭到槍擊，在醫院因傷重不治身亡。當時的內政部長維塔利·扎哈琴科被指控負責協調蒂圖什基的活動，而後於21日被撤職。

### 影響選舉
2013年，全烏克蘭聯盟「自由」表示由於蒂圖什基以賄賂、扣押選票、訴諸暴力等方式影響2013年烏克蘭議會補選，並且投票結果與民調相差20%，將不會承認第223選區的選舉結果。
2019年烏克蘭議會選舉期間，日托米爾州警察局長維亞切斯拉夫·佩切年科表示，在科羅斯滕市，四名擁有日托米爾新聞電視廣播公司（Телерадіокомпанія Житомирські новини）和團結黨報（партійної газети «Солідарність»）記者資格的人員警察拘留。警方表示這些人與大眾媒體沒有任何關係，而且他們持有的這些身份證都是假的，其中兩個的編號甚至是相同的。

## 反抗
基輔迪納摩足球俱樂部的球迷組成自衛隊，以反抗蒂圖什基，並建議穿著防彈背心。維塔利·亞雷馬表示，蒂圖什基害怕露臉，通常會戴著頭巾遮住臉，因此需要盡可能地拍下他們。
基輔迪納摩、頓內次克礦工、聶伯城、哈爾科夫金工、波爾塔瓦沃爾斯克拉和敖得薩黑海人的球迷表示會保護基輔居民和抗議者免於蒂圖什基的傷害，而盧甘斯克黎明則表示支持蒂圖什基。

## 註解
1. ↑  大約80到150人之間
2. ↑  原文：Кого снимал? Зачем снимал?